# Nada Čamernik
Nada Čamernik - Tatjana, slovenska aktivistka in partizanka, * 1922, Ljubljana, † 1942, Travnik.
Čamernikova je z OF sodelovala od leta 1941. Leta 1942 je padla v boju na Travniku v Kočevskem Rogu. Po njej so leta 1974 poimenovali ulico v Ljubljani.